# دعای سمات
دعای سِمات دعایی است که از امام پنجم شیعیان محمد بن علی الباقر نقل شده‌است و به گفتهٔ علمای تشیع: خواندن این دعا در آخرین ساعاتِ (روز) جمعه مستحب می‌باشد. بنا بر روایتی از محمد بن علی الباقر:
اسم اعظم الهی در دعای سمات ذکر گردیده‌است؛ و شرح‌های زیادی توسط علمای شیعه بر این دعا نوشته شده‌است.
کلمه سمات جمع «سِمَه» است که به معنای علامت-نشانه می‌باشد؛ و علت نامگذاری این دعا این است که: «از آنجایی که نشانه‌های برآورده شدن در این دعا بسیار آورده شده‌است، به این نام نامیده گردیده‌است.»
در باب سندیت دعای سمات می‌توان اشاره کرد به ذکر این دعا توسط شیخ طوسی در مصباح المتهجد، ابن طاووس در جمال الاسبوع، کفعمی در البلد الامین و مصباح، مجلسی در بحارالانوار و زاد المعاد با سندهایی از محمد بن عثمان عمری که از نواب خاص حجت بن الحسن است و با واسطه از امام ششم شیعه ابوعبدالله جعفر بن محمد صادق و وی از پدرش محمد باقر نقل گردیده‌است. سید بن طاووس در کتاب جمال الاسبوع دعای سمات را از سه طریقه نقل می‌نماید. این دعا در (مفاتیح الجنان) عباس قمی آورده‌است که به نقل از مصباح شیخ طوسی می‌باشد.